# 東京聖書学校
東京聖書学校（とうきょうせいしょがっこう、英語: Tokyo Bible Seminary）は、埼玉県吉川市にある日本基督教団のホーリネスの群の教職養成のために設立された日本基督教団認可神学校。

## 沿革
東京聖書学校の前身である中央福音伝道館と聖書訓練学校は1901年、メソジスト監督教会の中田重治とカウマン夫妻によって神田神保町に設立された。その後、南豊島郡淀橋町大字柏木に移転、「聖書学院」となり1917年には東洋宣教会ホーリネス教会の伝道者育成機関となった。
1936年の日本ホーリネス教会の和協分離によって、委員側（車田秋次、小原十三司、米田豊ら）は柏木聖書学院（現東京聖書学院）を中田監督側に譲った。そして、淀橋教会内に神学校を開校して、聖書学校と名付けた。校長は米田豊であった。その後、板橋区毛呂に新校舎を建設した。1943年のホーリネス系の教会は政府により弾圧を受けて解散させられ（ホーリネス弾圧事件）、神学校の校舎を手放した。
1945年の終戦と共に、ホーリネス系の牧師は日本基督教団に復職して、旧6部の教職はホーリネスの群を結成して、日本橋芳町の聖都教会で東京聖書学校を再開する。戦災で焼失した淀橋教会が再建されるが、1949年の日本ホーリネス教団設立により、車田秋次、米田豊らが離脱し、残った小原十三司が指導者として残る。1950年に東京聖書学校が淀橋教会内に移転した。小原の尽力により、1954年日本基督教団の認可神学校になり、1972年まで小原十三司が22年間の長きに亘り校長を務め、田中信生などの著名な牧師を輩出した。小原の引退後に小出忍が校長を引き継ぎ、1980年に東京キリスト教短期大学より、東久留米市の土地を購入して移転する。
1994年に東久留米市から現在の所在地の埼玉県吉川市に移転する。

## 特色
- 全寮制
- ジョン・ウェスレーの神学の強調

## 教員
校長：久多良木和夫
副校長：大友英樹
教授
- 横山基生
- 潮義男
- 島隆三
- 深谷春男
- 原田彰久

講師
- 朝位フミ子
- 石井泰子
- 佐藤泉
- 東海林昭雄
- 西海満希子
- 原田のぞみ
- 村上義治
- 安田眞
- 山口紀子
- 横山好江

特別講師
- 近藤勝彦

## 主な卒業生
- 小山宗祐
- 田中信生
- 峯野龍弘